# 吸着等温線
吸着等温線（きゅうちゃくとうおんせん、英: adsorption isotherm）とは、吸着現象において、圧力（気体の場合）または濃度（溶液の場合）を変化させたときの平衡吸着量をグラフにプロットしたものをいう。
平衡状態における吸着量（平衡吸着量）は、温度、吸着質（adsorbate）の圧力あるいは濃度、吸着剤（吸着媒、adsorbent）やその細孔の有無といった要素の組み合わせに依存するが、吸着等温線をプロットするときには、このうち温度および物質の種類を固定し、圧力あるいは濃度との関係を表す。

## 分類
BDDT (Brunauer, Deming, Deming, Teller) の分類によれば5種類であるが、IUPACでは吸着機構と表面構造との関係をよりよく表現出来る6種類に分類される。
I型
化学吸着（Langmuir型）や、ミクロ孔（< 2 nm）を持つ表面への吸着。ミクロ孔に細孔径分布が存在したり、凝縮性ガスの吸着の場合はミクロポアフィリングを示す吸着量の急激な立ち上がりと緩和が見られることもある。
II型
非多孔性表面への多分子層吸着。BET型とも呼ばれる。
III型
非多孔性表面への多分子層吸着。II型と違い、吸着質が吸着しにくい場合の等温線。疎液性相互作用によって凝集していくため、2層目以降は急激に吸着が進行する。
IV型
メソ孔をもつ固体表面への吸着。メソ孔（2nm<孔径<50nm）の存在により、脱着時の等温線が一致しないことがある（吸着ヒステリシス）。この現象は毛管凝縮が原因である。高圧領域ではメソ孔がすべて埋められ、表面吸着が起こるので線の立ち上がりが緩和している。
V型
メソ孔をもつ表面への吸着。吸着質が吸着しにくい場合の等温線。
VI型
グラファイトや、メソポーラスシリカへの吸着で見られる。多層吸着が段階的に進行する場合の等温線。